# Сироткина, Нина Михайловна
Нина Михайловна Сироткина (ур. Ситникова; 19 сентября 1964, Кировск) — российская, ранее советская, шахматистка, международный мастер (1988) среди женщин.
Родилась в Кировске, детские годы провела в Воркуте. В шахматы научил играть отец. Переехала в Ленинград в 1976 г., занималась шахматами во Дворце пионеров им. А. А. Жданова. Несколько раз выступала в чемпионатах страны среди девушек, трижды становилась серебряным призёром (1979, 1980, 1982). В 1981 г. получила звание мастера спорта СССР. В 1986 г. окончила экономический факультет ЛГУ. По итогам международного турнира «Белые ночи — 88» в Ленинграде получила звание международного мастера среди женщин. В 1989 г. в чемпионате СССР заняла 7-е место.
Лучшие результаты в международных соревнованиях (список на 1988 год): Бэиле-Еркулане (1987) — 3-е; Ленинград (1988) — 3—7-е места.
Шестикратная чемпионка Ленинграда и Санкт-Петербурга по шахматам среди женщин (1984, 1986, 1990, 1995, 1996, 2000).

## Изменения рейтинга
| Графики недоступны из-за технических проблем. См. информацию на Фабрикаторе и на mediawiki.org. |